# Letters to the President
Letters to the President è il terzo album del gruppo musicale canadese Hawk Nelson, pubblicato nel 2004 dalla Tooth & Nail Records. È stato il loro primo con un'etichetta discografica ed il primo sotto il nome di Hawk Nelson.

## Tracce[1]
1. California - 2:52
2. Things We Go Through - 2:31
3. Every Little Thing - 3:07
4. From Underneath - 2:45
5. Letters to the President - 3:13
6. Right Here - 3:11
7. Recess - 0:50
8. Take Me - 3:30
9. Someone Else Before - 3:17
10. First Time - 2:37
11. Like a Racecar (featuring Trevor McNevan) - 2:48
12. Late Show - 1:53
13. 36 Days - 3:42
14. Long and Lonely Road - 3:10

## Formazione
- Jason Dunn - voce
- Daniel Biro - basso
- Dave Clark - chitarra
- Matt Paige - batteria